# Brève géante
Hydrornis caeruleus
Espèce
Statut de conservation UICN

 NT  : Quasi menacé
La Brève géante (Hydrornis caeruleus) est une espèce de passereaux de la famille des Pittidae.